# Escaut-Dendre-Lys
Escaut-Dendre-Lys est une ancienne course cycliste en ligne dont le parcours empruntait les vallées de l'Escaut, de la Dendre et de la Lys. Le départ en était donné à Alost. 
À l'exception de l'édition de 1959 où la course fut gagnée par un Néerlandais, tous les podiums furent belges.

## Palmarès
| Année | Vainqueur                | Deuxième             | Troisième               |
| ----- | ------------------------ | -------------------- | ----------------------- |
| 1947  | Désiré Keteleer          | Gustaaf Van Overloop | Lucien Mathys           |
| 1948  | August Van Gaever        | Achiel Buysse        | Lucien Mathys           |
| 1949  | Georges Desplenter       | Emiel Rogiers        | Eugène Van Roosbroeck   |
| 1950  | Maurice Van Herzele (ca) | Marcel Boumon        | Jules Depoorter         |
| 1951  | Roger De Corte           | Lucien Mathys        | Robert Vanderstockt     |
| 1952  | Marcel Rijckaert         | Marcel Boumon        | Liévin Lerno            |
| 1953  | Henri Van Kerckhove      | Jean Vandervelde     | Alois Vansteenkiste     |
| 1954  | Henri Van Kerckhove      | Alfred De Bruyne     | Omer Braeckeveldt       |
| 1955  | Marcel Janssens          | Jan Adriaensens      | Calixte Van Steenbrugge |
| 1956  | Jozef Schils             | Jan Zagers           | Henri Van Kerckhove     |
| 1957  | Jan Van Gompel           | Henri Van Kerckhove  | Armand Desmet           |
| 1958  | Maurice Meuleman         | Roger Devoldere      | André Auquier           |
| 1959  | Piet van den Brekel      | Jan Van Gompel       | Norbert Kerckhove       |
| 1960  | Arthur Decabooter        | Jozef Schils         | Kamiel Buysse           |
| 1961  | Gustave Van Vaerenbergh  | Joseph Planckaert    | Frans Aerenhouts        |
| 1962  | Frans Melckenbeeck       | Rik Van Looy         | Jozef Schils            |
| 1963  | Léon Gevaert             | Frans Melckenbeeck   | André Noyelle           |
| 1964  | Theo Mertens             | Frans Melckenbeeck   | Georges Vandenberghe    |
| 1965  | Leopold Van Den Neste    | Eddy Merckx          | Sylvain Henckaerts      |

## Sources
- Dictionnaire international du cyclisme - Claude Sudres (Editions Ronald Hirlé - 1995)